# فیفا ۱۱
فیفا ۱۱ (به انگلیسی: Fifa 11) هجدهمین عنوان از سری فیفا است که توسط ای‌ای کانادا تولید و ۲۸ سپتامبر ۲۰۱۰ توسط EA اسپورتز برای ایکس‌باکس ۳۶۰، پلی‌استیشن ۳, وی، پلی‌استیشن ۲، ویندوز، نینتندو دی‌اس و پلی‌استیشن همراه منتشر شد.

## گیم‌پلی
ویژگی اصلی فیفا ۱۱، قابلیتی به نام “شخصیت+” یا “+Personality” است. این قابلیت قدرت تشخیص هر بازیکن از دیگری را با استفاده از پایگاه داده‌ای که مهارت هر بازیکن را ارزیابی و درجه‌بندی می‌کند دارد که شامل ۵۷ ویژگی برای هر بازیکن است. پایگاه داده استفاده شده در “شخصیت+” با همکاری بیش از ۱۷۰۰ متخصص از سراسر جهان جمع‌آوری شده‌است.